# Siti Aisah
Siti Aisah, née en 1969, est une haltérophile indonésienne. 

## Carrière
Elle est médaillée d'argent à l'épaulé-jeté et médaillée de bronze à l'arraché ainsi qu'au total aux Championnats du monde d'haltérophilie 1988 à Jakarta.

## Famille
Elle est la mère de l'haltérophile Windy Cantika Aisah.